# Karen Mirzoyan
Karen Mirzoyan (in armeno Կարեն Միրզոյանը?; Erevan, 7 dicembre 1965) è un politico karabakho.
È stato il settimo ministro degli affari esteri della repubblica de facto dell'Artsakh dal 2012 al 2017, dividendo la sua carriera lavorativa e diplomatica fra i due Stati.
Nel 2018 è stato nominato ambasciatore dal Primo ministro dell'Armenia e svolge incarichi speciali.

## Biografia[3]
Nato nella capitale armena, si è laureato alla facoltà di studi orientali dell'università statale nel 1989. Dal 1990 al 1993 ha frequentato l'Istituto di studi orientali dell'Accademia nazionale delle scienze conseguendo il diploma post laurea.
Attività lavorativa:
- 1993-1996: funzionario del Ministero degli affari esteri dell'Armenia (programmazione politica e dipartimento dei paesi del Medio Oriente)
- 1996-1997: capo del dipartimento del Medio Oriente e della Turchia nel ministero
- 1997-2001: rappresentante permanente della repubblica del Nagorno Karabakh nella Repubblica di Armenia
- 2002-2005: capo dipartimento del ministero degli Affari Esteri della Repubblica di Armenia per i Paesi del Medio Oriente
- 2005-2010: rappresentante permanente della Repubblica di Armenia presso l'Organizzazione della cooperazione economica del mar Nero
- 2010-2012: capo del dipartimento dei Paesi limitrofi al ministero degli Affari Esteri dell'Armenia
- 2012-2017: ministro degli affari esteri della repubblica del Nagorno Karabakh
- Dal 2018: consigliere del ministro degli Affari Esteri della Repubblica di Armenia
- dal 28 giugno 2019: incarichi speciali in qualità di ambasciatore straordinario e plenipotenziario.

Parla correntemente oltre all'armeno anche il russo, l'inglese e il turco. È sposato e ha due figli.